# Оборогурума

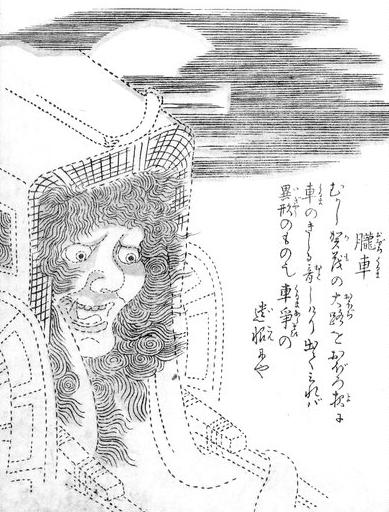
Оборогурума - рисунок Торияма Сэкиэн из «Дополнение к 100 демонам прошлого и настоящего» (今昔百鬼拾遺, изд. 1780)

Оборогурума (яп. 朧車, «Туманная повозка») — цукумогами в японском фольклоре. Повозка с лицом. Легенда гласит, что в туманные, лунные ночи, жители Киото иногда слышали скрип в повозках на улице. Выйдя на улицу, чтобы узнать источник звука, они обнаруживали полупрозрачную, похожую на призрака повозку с огромным гротескным лицом, припаркованным у их дома.

## Оборогурума в культуре и искусстве
В японской манге и аниме сериале «Хладнокровный Ходзуки» Оборогурума представлены в карикатурно-комедийном свете. Они заменяют в японском аду автомобили. Некоторые из них также работают как такси. Создают семьи с другими демонами. Манга и аниме были представлены в разное время в еженедельных десятках лучших бестселлеров в их соответствующих медиа. В 2012 году она была одной из 15 манг, номинированных на 5-ю премию Манга тайсё, и была выбрана жюри на 16 Japan Media Arts Festival. Эта манга была номинирована на 38-ю премия манги Коданся, и занимает пятое место на «Книга года» Media Factory в 2014 году.